# 캅카스청서
캅카스청서 또는 페르시아청서(학명 : Sciurus anomalus)는 다람쥐과 청서속에 속하는 설치류의 일종이다. 몸길이는 32~36cm, 꼬리 길이는 13~18cm, 몸무게는 250~410g 정도이다. 이란·아제르바이잔·터키·그리스·그루지야 등 서남아시아·동유럽의 활엽수림에서 흔히 서식하며, 남쪽으로는 요르단·이스라엘 등지까지도 서식한다.